# Indigofera torrei
Indigofera torrei är en ärtväxtart som beskrevs av Jan Bevington Gillett. Indigofera torrei ingår i släktet indigosläktet, och familjen ärtväxter. Inga underarter finns listade i Catalogue of Life.